# Paradecetia rufescens
Paradecetia rufescens är en fjärilsart som beskrevs av Butler 1880. Paradecetia rufescens ingår i släktet Paradecetia och familjen Uraniidae. Inga underarter finns listade i Catalogue of Life.